# Y Lliwedd
Y Lliwedd är en bergstopp i Storbritannien.   Den ligger i kommunen Gwynedd och riksdelen Wales, i den södra delen av landet, 300 km nordväst om huvudstaden London. Toppen på Y Lliwedd är 898 meter över havet, eller 162 meter över den omgivande terrängen. Bredden vid basen är 0,91 km. Y Lliwedd ligger vid sjön Llyn Llydaw.
Terrängen runt Y Lliwedd är huvudsakligen kuperad.Runt Y Lliwedd är det ganska glesbefolkat, med 45 invånare per kvadratkilometer. Närmaste större samhälle är Bangor, 19,3 km norr om Y Lliwedd. Trakten runt Y Lliwedd består i huvudsak av gräsmarker.